# 中華民國—馬爾他騎士團關係
中華民國與耶路撒冷、羅得島和馬爾他聖若翰主權軍事醫院騎士團（通稱馬爾他騎士團）無正式外交關係，目前也沒有在對方首都互設具大使館功能的代表機構。雙方雖無邦交，但高層有互訪。

## 政治

### 外交

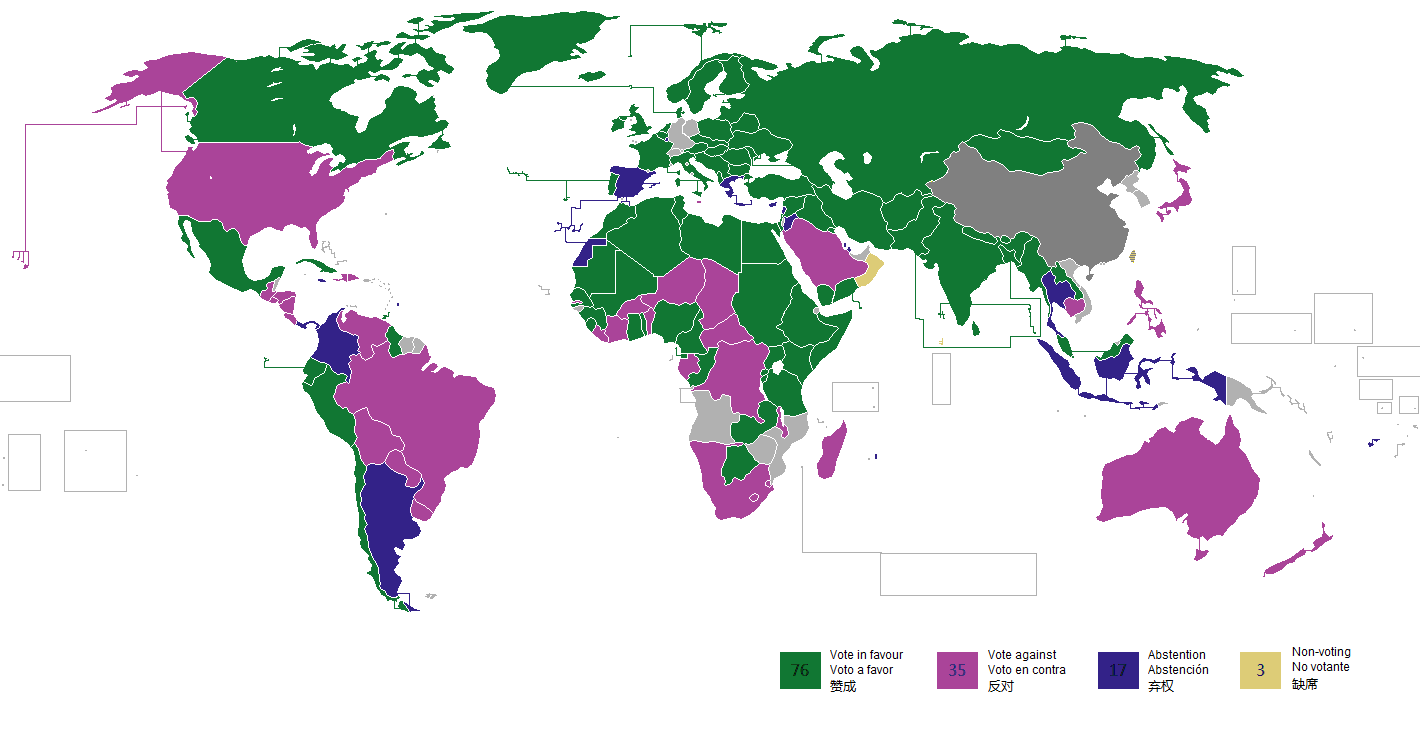
灰色部分表示非聯合國會員國，馬爾他騎士團始於1994年成為觀察員實體，因此不能對當時中華民國續留聯合國一案參與投票，即《聯合國大會2758號決議》。

2012年9月9日，馬爾他騎士團總理兼外交部長馬哲立應中華民國外交部邀請率團抵台訪問6天。期間會見總統馬英九、外交部長楊進添並晚宴款待、天主教會臺灣地區主教團主席兼台北總教區總主教洪山川、教廷駐華代辦陸思道等人士，以及接受輔仁大學頒贈榮譽博士學位並發表演講。
2014年10月，中華民國外交部長林永樂訪問馬爾他騎士團。
2015年11月4日，馬爾他騎士團元首與大教長費斯汀、衛生部長蒙特貝應中華民國政府邀請率團抵台訪問5天。期間會見總統馬英九並相互贈勳（采玉大勳章、最高等級功績領綬勳章）與款宴、外交部長林永樂並款宴，以及接受輔仁大學頒贈名譽哲學博士學位並發表演講。這是該團元首首次訪台。12月2日，費斯汀於該團總部頒贈大綬大十字功績勳章予中華民國駐教廷大使王豫元，是該團首次頒贈此等級之勳章予無邦交國家的官員。
2017年3月14日，《富比世》雜誌刊登專欄作家詹寧斯（Ralph Jennings）專文指出，中華民國與中華人民共和國對峙70年，外交空間長期遭到壓縮，目前僅有21個邦交國，但歐洲馬爾他騎士團將有可能成為台灣新盟友。文中指出，台灣與馬爾他騎士團關係逐年穩固，雖然沒有官方承諾，但馬爾他騎士團對外聯絡主任狄羅比亞特（Eugenio Ajroldi di Robbiate）曾向《富比世》透露，「基於雙方的合作，我們有信心能與中華民國發展出更深厚的關係」。狄羅比亞特雖不願明說該團是否將和中華民國簽署正式建交文件，但該團並未與中華人民共和國建交，且近年來雙邊高層積極互訪，確實有可能成為新的外交盟友。中華民國外交部表示，未來與馬爾他騎士團將在現有友好合作基礎上，積極加強國際人道援助夥伴關係，並深化彼此在國際人道援助及慈善醫療領域合作。對於建交消息則沒有著墨。
2018年2月5日，中華民國立法院外交及國防委員會組團參訪馬爾他騎士團總部，由該團駐保加利亞大使卡米洛·朱柯里接待。
2018年5月，馬爾他騎士團駐聯合國大使Marie-Therese Pictet-Althann在世界衛生大會（WHA）的發言中，肯定台灣的醫療衛生實力，並提及台灣和馬爾他騎士團是人道合作夥伴。
2020年5月，馬爾他騎士團在WHA發言表示，應儘可能將所有利益攸關方納入國際防疫合作的必要性，並指出台灣等數個國家協助其抗疫工作，展現國際社會所最需要的團結與支持。
2020年7月30日，前中華民國總統李登輝逝世，馬爾他騎士團駐保加利亞大使烏蘇拉·朱柯里（Ursula Zuccoli）表示哀悼。
2021年5月，馬爾他騎士團在WHA發言支持臺灣參與。

## 經濟

### 貿易
中華民國經濟部國際貿易署駐義大利臺北代表處經濟組提供：
馬爾他騎士團宗旨在支持人道及救助，不追求任何經濟或政治目標，也不依靠任何國家或政府。經查馬爾他騎士團無獨立關稅或貿易統計數據可供查詢，亦無與中華民國之貿易統計。

## 交流

### 合作援助
近年，中華民國與馬爾他騎士團合作援助越南胡志明市當地醫院之漢生病照護計畫、與馬爾他騎士團駐塞爾維亞大使館合作完成災區兒童願望援助計畫、與馬爾他騎士團駐保加利亞大使館共同贊助該國弱勢兒童畫冊出版案、與馬爾他騎士團立陶宛分支機構對於年老長者及弱勢孤獨老人之輪椅居家照護計畫、與馬爾他騎士團合作參與在義大利救援組織援助難民。

## 簽證

持中華民國護照的中華民國國民簽證要求分布圖：入境義大利可以「申根區免簽證」。

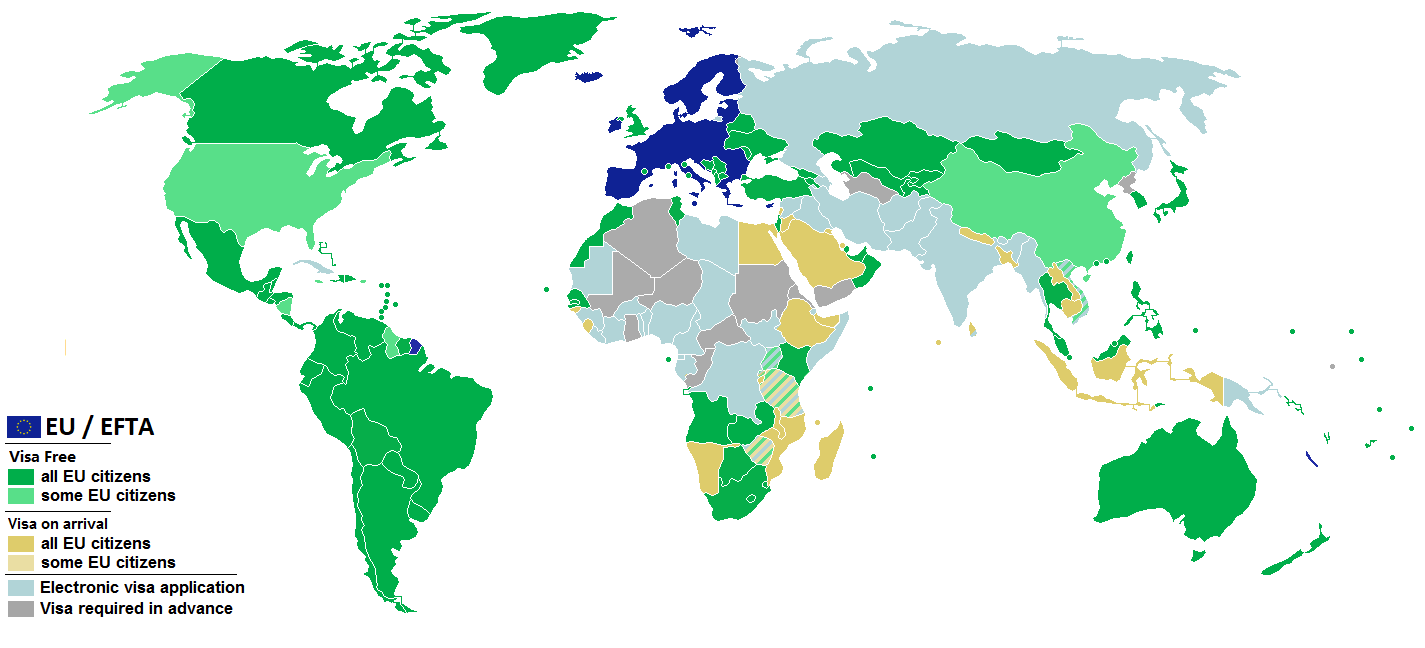
持歐盟護照的馬爾他騎士團居民簽證要求分布圖：入境中華民國可以免簽證。

馬爾他騎士團在義大利羅馬境內，能適用歐洲聯盟的簽證政策。歐洲申根區給予持有載明身分證字號的中華民國護照之中華民國國民可以申根區免簽證入境，停留日數與申根區合併計算，每6個月期間內總計可停留90天。
馬爾他騎士團居民持有歐盟護照者也可以免簽證的方式入境中華民國，停留最多90天。

## 交通

### 航空

#### 客運
由於馬爾他騎士團在義大利國境內，可搭乘中華航空或長榮航空，經由：
- 臺北→羅馬或米蘭，再前往馬爾他騎士團。

## 外部連結
- 中華民國外交部－馬爾他騎士團簡介 （页面存档备份，存于）
- 駐義大利台北代表處
- 外交部領事事務局－國外旅遊警示分級表
- 中華民國衛生福利部－國際旅遊疫情建議等級
- 中華民國國際經濟合作協會 （页面存档备份，存于）